# Eternal Suffering
Eternal Suffering (рус. Вечное страдание) — американская брутал-дэт-группа из Кингстона. Группа характеризует свою музыку как «grinding crushing brutality».

## История
Некоторое время группа называлась Disgorge, но затем решила поменять своё название на Eternal Suffering. В 1997 году группа выпускает демозапись «Remain Forever In Misery». Было выпущено 500 копий. В 1999 году выходит полноформатный альбом «Drowning in Tragedy». После этого группа давала концерты в родном штате Массачусетсе, но в 2001 году внезапно распадается.
В 2010 году, на лейбле «Inherited Suffering Records» выпускается EP «Echo of the Lost Words», состоящий из песен, записанных в 1998—1999 годах и невошедших на «Drowning in Tragedy». А годом позже выходит компиляция «Recollections of Tragedy & Misery», включающий в себя песни с демок и полноформатника.
В 2019 году из-за продолжительной болезни умирает гитарист Брайан Эванс.

## Влияние
Eternal Suffering сильно повлияли на формирование поджанра брутал-дэта — «слэм-дэт-метал». Их влияние на творчество отмечали такие группы, как Suicide Silence.

## Дискография
«Remain Forever in Misery» — 1997 (EP)

«Drowning in Tragedy» — 1999

«Echo of Lost Words» — 2010

«Recollections of Tragedy & Misery» — 2011